# Она тебя любит
«Она тебя любит» — совместный сингл Slava Marlow, The Limba и Элджея, выпущенный 20 августа 2021 года для цифровой загрузки и стриминга. До выпуска в интернете ранее уже распространялись отрывки песни, особенно популярным трек стал в TikTok. В песне исполнители поют о том, что девушка не может отпустить героя песни. В треке Элджей намекнул на его бывшие отношения с Настей Ивлеевой.

## История
Впервые отрывок песни «Она тебя любит» прозвучал в одном видеоролике Славы Мэрлоу на YouTube в октябре 2020 года. Трек стал популярным в TikTok, где ролики с хэштегом «онатебялюбит» набрали более 4,5 миллионов просмотров.
В песне Элджей сделал отсылки на бывшие отношения с Настей Ивлеевой. Строчка из текста песни «Прости, я — орёл, а ты — решка» намекает на украинскую телепередачу Орёл и Решка, в которой ведущей была сама Настя. В треке упомянута любовь к алкоголю — известно, что Настя и Элджей были не раз замечены за рулем в нетрезвом виде. Также сингл вышел, когда появились официальные новости о их разрыве, причиной которой стала неготовность к семейной жизни. Ивлеева признавалась в интервью, что для неё самое страшное это потерять Элджея, о чём и поётся в припеве трека — «Она не может тебя отпустить».

## Критика
Музыкальный критик Гуру Кен выразился о сингле резко отрицательно, сказав что лирическая баллада переходит в женоненавистный потоп. Он отметил, что музыкальное сопровождение трека халтурное и слишком шаблонное, а у троих исполнителей глубокий творческий кризис.